# MOB 〜私立宝蔵学園萌え部〜
『MOB 〜私立宝蔵学園萌え部〜』（モブ しりつほうぞうがくえんもえぶ）は、緋采俊樹による日本の漫画作品。『週刊少年チャンピオン』（秋田書店）にて、2010年31号 - 35号、38号 - 40号まで短期集中連載された。全8話。単行本は全1巻。
作者にとっては前作である『ひもろぎ守護神』（2002年 - 2003年）以来7年ぶりの連載作品である。なお、作画は全てデジタル作画によって行われており、これは2009年の『ゲッチューまごころ便』の特別読切執筆時より続いている。萌えやフェチ（フェティシズム）を題材としている。

## 登場人物

### 萌部（モブ）
矢的 強人（やまと ゴウト）
本作の主人公。17歳。ニーソックスフェチ。重度の格闘技マニアである父親の方針で幼少時より様々な格闘技を習っており、その腕っ節の強さから、喧嘩で学校の頂点に立っては学校側から退学させられるといった事を繰り返し、最終的に宝蔵学園に転入した。幼少時に稽古を付けてくれた女性の影響で、ニーソフェチになる。宝蔵学園では幼少の頃よりのニーソフェチが高じて自らフェチ部を設立、その部長となるが、生徒会長である光堂寺により部名を「萌え部」、略してモ部（モブ）と改名させられる。入学当初はボリュームのあるリーゼントヘアーであったが、後に部員の光堂寺と心春によって、下ろした髪に猫耳をつけた格好にさせられる。1つ下の弟に、後にモ部部員となる闘吾がいる。
部費増強、部室確保の目的で、他の沢山有る部を統合させようとするが、彼自身が（一部）統合しようとした部に興味を持ち、「ミイラ」化（本末転倒な転入）しようとしたことがあることから（転入は光堂寺に阻止されるも）、あまりうまくいっていない。
少なくとも光堂寺を「遼太」と呼ぶ唯一の人物である。
光堂寺 遼太（こうどうじ りょうた）
宝蔵学園の生徒会長で、学園長の息子。ロン毛（長髪）フェチで、ロン毛であれば男女・シチュエーションを問わず好む。剣道部所属であったが、強人の設立したフェチ部に惹かれ、半ば強引に入部した（同時に彼に依って、部名をモ部と強制改称）。学園においては、その立場と権限を利用して強人を始め、生徒達に半ば脅迫まがいに要求を飲ませたりしている。彼の権限によって、生徒会室はモ部の部室になっている。ロン毛である強人を気に入り剣道部へ勧誘しようとしたが、強人を追う形でモ部に転入した。
部員たちのことを下の名前で呼び捨てにしている。強人に対しても他の部員が「部長」と呼ぶのに対して「強人」と呼ぶが例外もあり、闘吾に対しては「弟君」と呼ぶ。
塚田 心春（つかだ ココハ）
宝蔵学園の生徒で、モ部部員。猫が大好きで、語尾に「〜にゃ」を付けたり、猫耳や猫の尻尾等、猫を連想させる衣装を身にまとっている猫娘。その猫好きは非常に徹底しており、将来は猫のような姿に肉体改造したいと考えているほど。格好だけでなく帰宅後の日常生活においても猫のような生活を送っており、その生活はまるで猫の習性をそのまま身に付けているように見えるほどである。「猫部」を創部したかったが、部員が全く集まらずに断念したことから、居場所であるモ部を創ってくれた強人に感謝している。猫擬態になりきっていることから、「犬」関係の部活動を目の敵にしている。
光堂寺を「りょうちゃん」、薫を「ひめちゃん」と呼んでいる。光堂寺とは幼馴染らしい。
姫野 薫（ひめの かおる）
宝蔵学園の生徒。生徒会の副会長を務めている。生徒会長の光堂寺とは幼等部からの付き合いで、幼馴染。読書が趣味で読書部に所属していたが、光堂寺に強制的に退部させられ、（心春に気にいられた事もあり）モ部の一員になる。見た目は男らしいが、れっきとした女の子。幼少時から男勝りで言葉遣いも乱暴だが、根は真面目で常識人。女の子扱いされたり女性らしくしたりするのが非常に苦手で、女性らしい格好をすると赤面して泣きそうになるほど。そのため、普段は男子生徒の制服にジャージのズボンを穿いている。貧乳であることを気にしており、指摘されたり巨乳の話になると怒る（闘吾と元ラグビー部員のまさよしが女装男子代表として入部を巡り争ったが、まさよしが胸の話をした為、闘吾を入部させた）。「ヅカ部」（宝塚歌劇団研究部）は彼女目当てに「モ部」への統合に了承するが、彼女自身が拒否した。
強人のことは「矢的」か「部長」、「お前」と呼ぶ。
小島 登（こじま のぼる）
宝蔵学園の生徒。生徒会の会計を務めている。金銭に異常なほどの執着を持っており、大金を動かすことが喜びで、それ以外には一切興味を持たない。常に携帯電話をいじっており、ネットで株取引している。本来は株部に所属していたが、「部費を動かせるならどこでもいい」とさほど執着も見せずにモ部に転入した。普段は無表情で無愛想だが、金銭が絡むと姫野に凄むなど、人が変わったようになる。鉄道系部活動が結集する団体「鉄道研究会」を目の敵にしている。
矢的 闘吾（やまと とうご）
強人の1つ下の弟。女装フェチで、見た目も可愛らしい女の子のような、いわゆる男の娘。兄の設立したモ部に興味を持ち、他校の生徒でありながら、光堂寺の権限で押し掛け同然に転入する。強人の事は「兄ィちゃん（にいィちゃん）」と呼ぶ。父親の影響で格闘技を習っている際に、可愛らしい衣装で鍛錬に励む女性達を見て、次第に自分もあのようになりたいと考えるようになり、女装するようになった。自分の可愛らしさには絶対的な自信を持っている。
天達 登喜（あまたつ とき）
宝蔵学園の生徒。肉フェチで肉をねぶるのが好き。元々は料理部員だったが、以前部でソーセージをつくった際、彼女がそれを食べる姿は他の部員いわく想像を絶するものだったという。そのため半ば引き取ってもらう形でモ部に入部した。
彼女が入部した後、三つ編みの少女が入部している。

### その他
矢的・父（やまと ちち）
強人と闘吾の父。強人が何度も高校を退学になった原因。強人を高校中退のまま中卒にするわけにはいかず、宝蔵学園へ入学させたときには「空気読め！」「退学は許さない！」と訓示している。そのため、強人が光堂寺に頭が上がらない原因ともいえる。
強人が「萌部」創部と活動をしていることを知り、最初は「軟派な…」と不満であったが、前までの学校のように暴力沙汰で退学になるよりはましと考えるようになった。
矢的・母（やまと はは）
強人と闘吾の母。矢的家では一番の常識人にあたる。夫のせいで強人が退学に成っているのを困惑していて、強人に訓示する夫に対して闘吾とともに「説得力が無い」と突っ込みを入れる。
強人の「萌部」創部に対しては「やっと、まともな高校生に慣れた」と肯定的である。
蛍原（ほとはら）
強人の創部した「萌部」の顧問。半ば顧問権限で希望する光堂寺を入部させた。いくつかの部をかけもちで顧問をしているらしいが、部の活動は生徒たちの自主活動に任せている。
格闘マダム
強人と闘吾の父が営む道場で師範を務める婦人。彼女のニーソとチャイナドレスのいでたちはそのまま、強人と闘吾の嗜好となった。
佐藤正美（さとう まさよし）
闘吾と入部をめぐって競った宝蔵学園3年F組生徒。大柄な女装男子である。
ラグビー部にいたが、1年生の体育祭で「部活対抗リレー」で先輩命令で女装をして参加するため、先輩たちの下手な女装を反面教師に徹底した毛剃りを行うと受けが良く、化粧すると見違えるほどだった。それからラグビー部を退部、特注でキングサイズの女装を見繕う（だが、就職組ゆえ難しい年代なので親に打ち明けられず、若いうちに女装を徹底したいことから葛藤しているらしい）。
きれいになりたいがゆえの徹底で、強人達を感心させ闘吾に勝利するかに思えたが、胸の話で薫を怒らせてしまい、入部できなくなった。
入部不採用になった彼に、強人と光堂寺は「女装仲間と部を作ればいい」と提案した。
ヅカ部の人々
光堂寺たちが統合しようとした部の候補であった。正式名称は「宝塚を愛する人たちの会」。50人いる大所帯。
強人はこの部を統合に反対であり、薫ファンの部員たちが「姫（姫野薫）がいる部なら統合してもいい」と喜んで統合されようとしたことから、薫に阻止されて断念する。
デニール研究会（タイツ部）
統合候補の一つ。ニーソ趣味の強人が「一緒にできない」と発言したことから、凍結。
だが強人と部長は「ストッキングは中途半端だ」と思い、そこだけは意気投合した。

## 舞台
私立宝蔵学園（しりつほうぞうがくえん）
本作品の舞台となる学園。全生徒に部活動に励むことを義務付けており、生徒は必ずどこかの部に所属しなければならない。既存の部に所属せずに新たな部を設立することも可能で、そのため膨大な数の部が存在する。ただし、部員が5人集まらないと部費は出ない。また、掛け持ちが禁止されていることから光堂寺により姫野・小島たちが強引に転部させられた。

## 単行本
少年チャンピオンコミックス（秋田書店）より全1巻が刊行された。なお、2009年の『ゲッチューまごころ便』の読切も収録されている。
- 2010年11月8日発売 ISBN 978-4-253-20026-4